# Garrulus
Garrulus Brisson, 1760 è un genere di uccelli passeriformi della famiglia dei Corvidi.

## Etimologia
Il nome scientifico del genere, Garrulus, deriva dal latino e significa "garrulo" (da garrire, "emettere versi striduli e insistenti", indicante in italiano il verso delle rondini) ed è un riferimento alla quantità e frequenza dei richiami emessi da questi uccelli.

## Descrizione

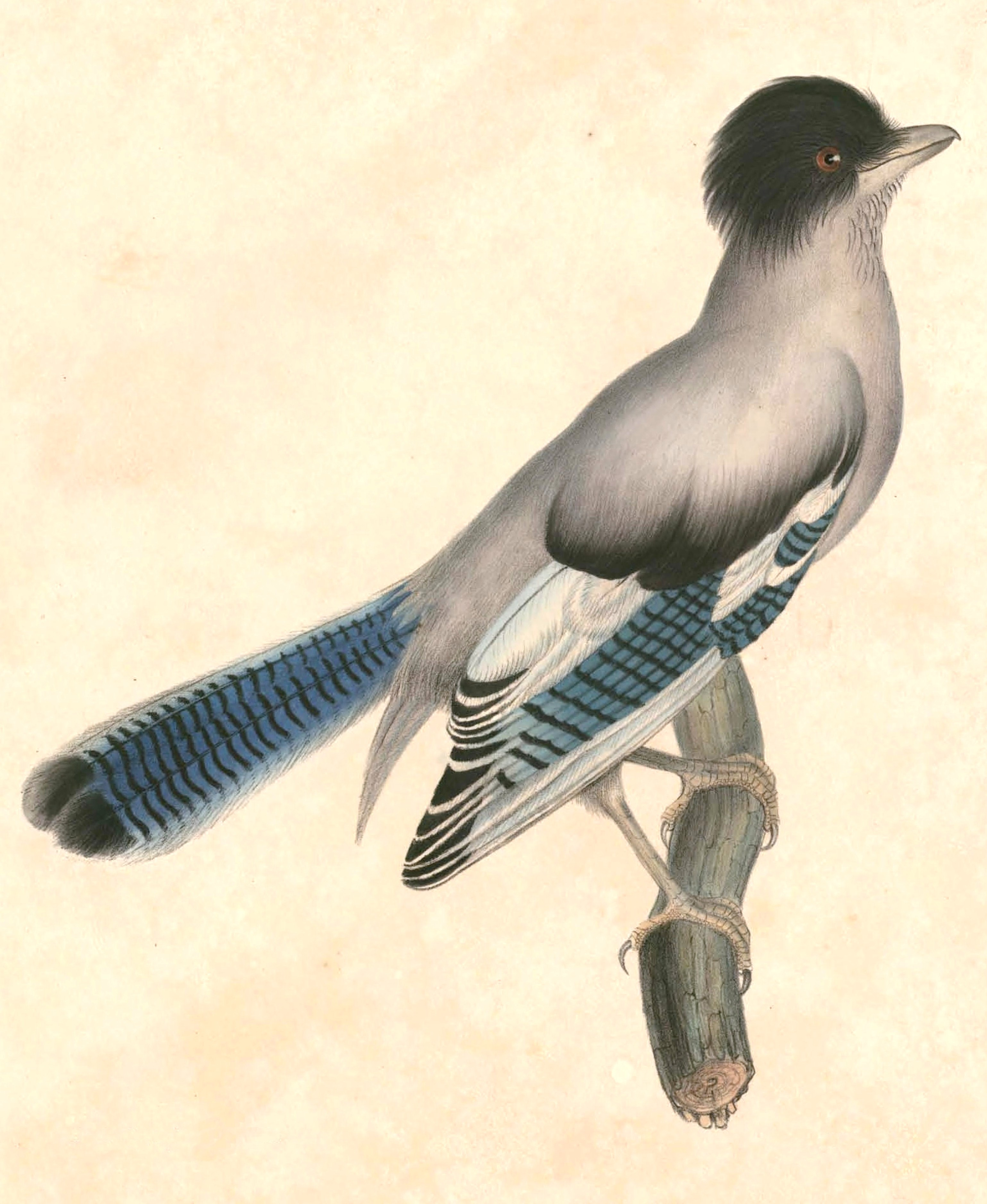
G. lanceolatus.

Si tratta di uccelli di medie dimensioni (32-38 cm), dall'aspetto robusto, muniti di grossa testa arrotondata e allungata con becco forte e conico e penne del vertice erettili, forti zampe, ali arrotondate e digitate e coda piuttosto lunga e dall'estremità cuneiforme.
Le tre specie di ghiandaia sono accomunate dalle ali scure con presenza di specchi bianchi e aree dai riflessi metallici bluastri sulle copritrici, mentre il resto della livrea va dal bruno-grigiastro al rosso mattone a seconda della specie, con presenza di aree nerastre più o meno estese su testa e coda.

## Biologia
Le ghiandaie sono uccelli diurni, molto curiosi e intelligenti, che vivono da soli o in coppie, passando la maggior parte della giornata alla ricerca di cibo (costituito da granaglie, bacche e frutta, nonché dalle ghiande alle quali questi uccelli devono il proprio nome comune, ma anche e soprattutto da insetti, e da altri piccoli vertebrati e invertebrati) indifferentemente al suolo o fra gli alberi: molto vocali, questi uccelli emettono degli inconfondibili richiami gracchianti, molto simili nelle tre specie, e sono inoltre in grado di imitare i richiami di altre specie, nonché la voce umana.

Rigidamente monogame, le ghiandaie si riproducono durante la primavera, coi due sessi che collaborano in tutte le fasi della riproduzione.

## Distribuzione e habitat
Il genere mostra distribuzione paleartica, con la ghiandaia comune che popola gran parte dell'Eurasia boreale, la ghiandaia lanceolata diffusa alle pendici dell'Himalaya e la ghiandaia di Lidth che costituisce un endemismo delle isole Ryukyu: tutte le specie popolano i boschi e le foreste con presenza di radure, possibilmente ben maturi.

## Tassonomia

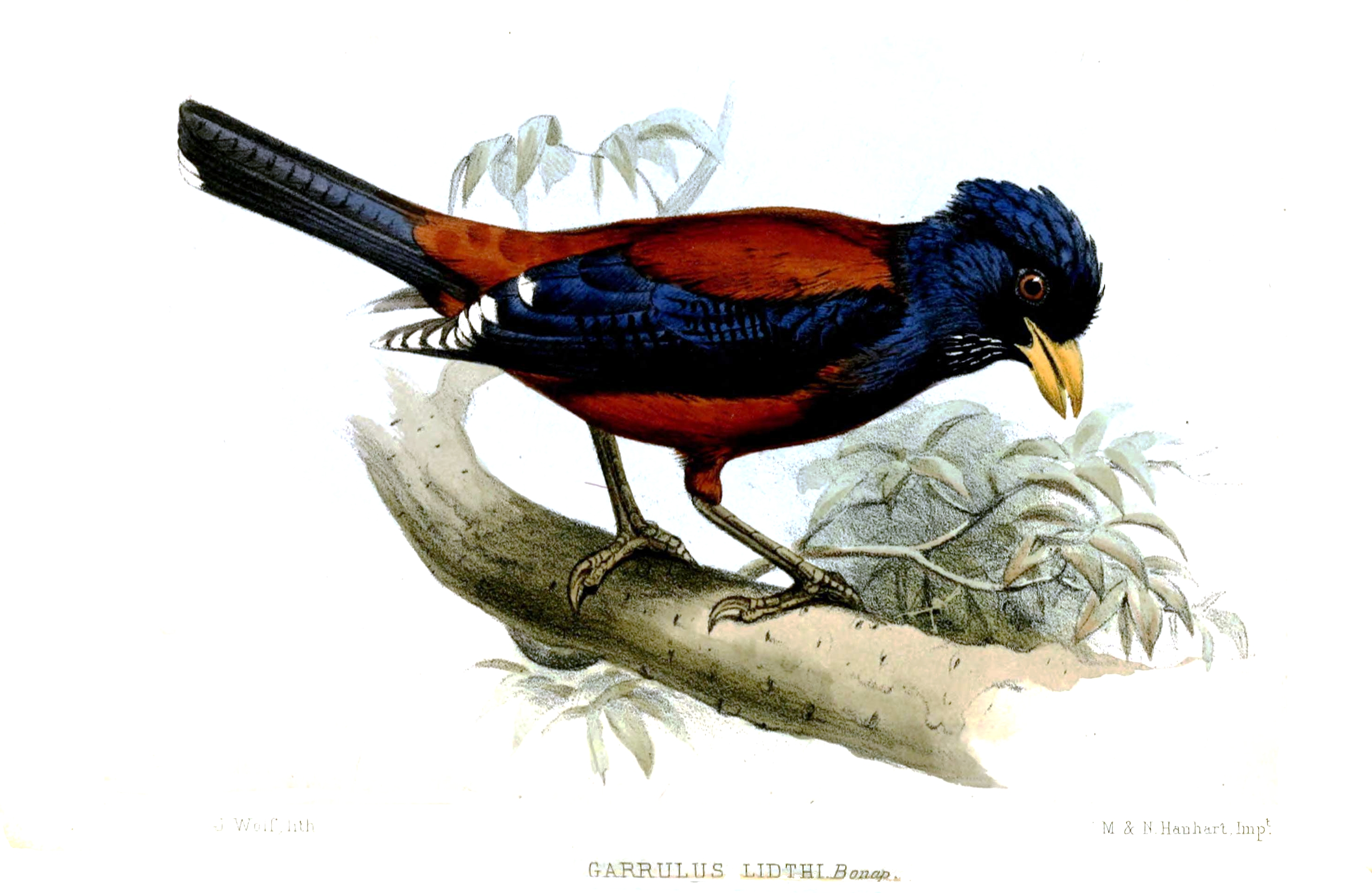
G. lidthi.

Al genere vengono ascritte tre specie:
Famiglia Corvidae
- Genere Garrulus
  - Garrulus glandarius (Linnaeus, 1758) - ghiandaia comune
  - Garrulus lanceolatus Vigors, 1830 - ghiandaia lanceolata
  - Garrulus lidthi Bonaparte, 1850 - ghiandaia di Lidth

Nell'ambito della famiglia dei corvidi, le ghiandaie occupano un proprio clade molto affine alle gazze.